# 薩赫內
薩赫內（波斯語：‎）是伊朗的城市，位於該國西部札格羅斯山脈西部，由克爾曼沙汗省負責管轄，距離首府克爾曼沙赫50公里，海拔高度1,423米，2006年人口34,133。